# On the Beach (Neil-Young-Album)
On the Beach ist das fünfte, 1974 veröffentlichte Studioalbum von Neil Young. Als CD wurde es erst im August 2003 veröffentlicht.

## Allgemeines
Das Album wurde zwar nach Tonight's the Night aufgezeichnet, aber vor diesem veröffentlicht. Beide Alben teilen eine depressive Stimmung. Nach dem erfolgreichen Studioalbum Harvest war dieses Album ein Richtungswechsel. Wie Tonight's the Night war On the Beach zum Zeitpunkt seiner Veröffentlichung kein kommerzieller Erfolg, erfuhr aber im Laufe der Zeit große Wertschätzung. Das Album wurde bewusst einfach und ungeschliffen produziert.
Die Widmung auf der Rückseite des Plattencovers lautet: „Dedicated to Elliot Roberts. Thanks to everyone who gave everything.“

## Songs
In Walk On beschäftigt sich Young mit seinen Kritikern. In Revolution Blues verarbeitet er sein Zusammentreffen mit Charles Manson, den er einige Jahre zuvor kennengelernt hatte. Vampire Blues ist ein Angriff auf die Ölindustrie.
On the Beach ist ein Blues über die Kehrseite des Ruhms. Der Song wurde von Radiohead, Golden Smog und anderen gecovert. Motion Pictures handelt von seiner neuen Beziehung mit Carrie Snodgress.
Das Lied Ambulance Blues beendet das Album. Young hatte unbeabsichtigt die Melodie von Needle of Death von Bert Jansch zitiert. Der Song handelt von Youngs Gefühlen bezüglich seiner Kritiker, zu Richard Nixon und zum Zustand von CSNY. Die Zeile „Ihr pisst alle nur in den Wind“ war ein Spruch von Youngs Manager Elliot Roberts über die Untätigkeit des Quartetts. 2021 wurde das Lied vom Rolling Stone auf Platz 2 der 100 Greatest Neil Young Songs gesetzt.

## Titelliste
Alle Songs sind von Neil Young.
Seite 1
1. Walk On – 2.42
2. See the Sky About to Rain – 5.02
3. Revolution Blues – 4.03
4. For the Turnstiles – 3.15
5. Vampire Blues – 4.14

Seite 2
1. On the Beach – 6.59
2. Motion Pictures – 4.23
3. Ambulance Blues – 8.56

## Mitwirkende
- David Crosby: Rhythmusgitarre auf Revolution Blues
- Graham Nash: Wurlitzer Piano auf On the Beach
- Rick Danko: E-Bass auf Revolution Blues
- Levon Helm: Schlagzeug auf See the Sky About to Rain und Revolution Blues
- Rusty Kershaw: Slide-Gitarre auf Motion Pictures und Violine auf Ambulance Blues
- Gary Burden: Art Director, Design
- Bob Seidemann: Coverfoto
- Rick Griffin: Lettering